# 6580 Філбленд
6580 Філбленд (6580 Philbland) — астероїд головного поясу, відкритий 2 березня 1981 року.
Тіссеранів параметр щодо Юпітера — 3,391.